# Жовте тіло
Жовте тіло (лат. Corpus luteum) — тимчасова залоза внутрішньої секреції в жіночому організмі, що утворюється після овуляції в яєчнику на місці Граафового фолікула. Жовте тіло виробляє гормон прогестерон. Назву отримало завдяки жовтому кольору свого вмісту.

## Життєвий цикл жовтого тіла
Утворення жовтого тіла з гранулозних клітин фолікула яєчника відбувається в лютеїнову фазу менструального циклу у людини (або  естерального циклу у тварин) після виходу яйцеклітини з фолікула. Утворення залози відбувається під впливом лютеїнізуючого гормону, який секретується клітинами передньої долі гіпофіза. У другій половині менструального циклу жовте тіло виробляє невелику кількість естрогену і прогестерон — головний гормон жовтого тіла.

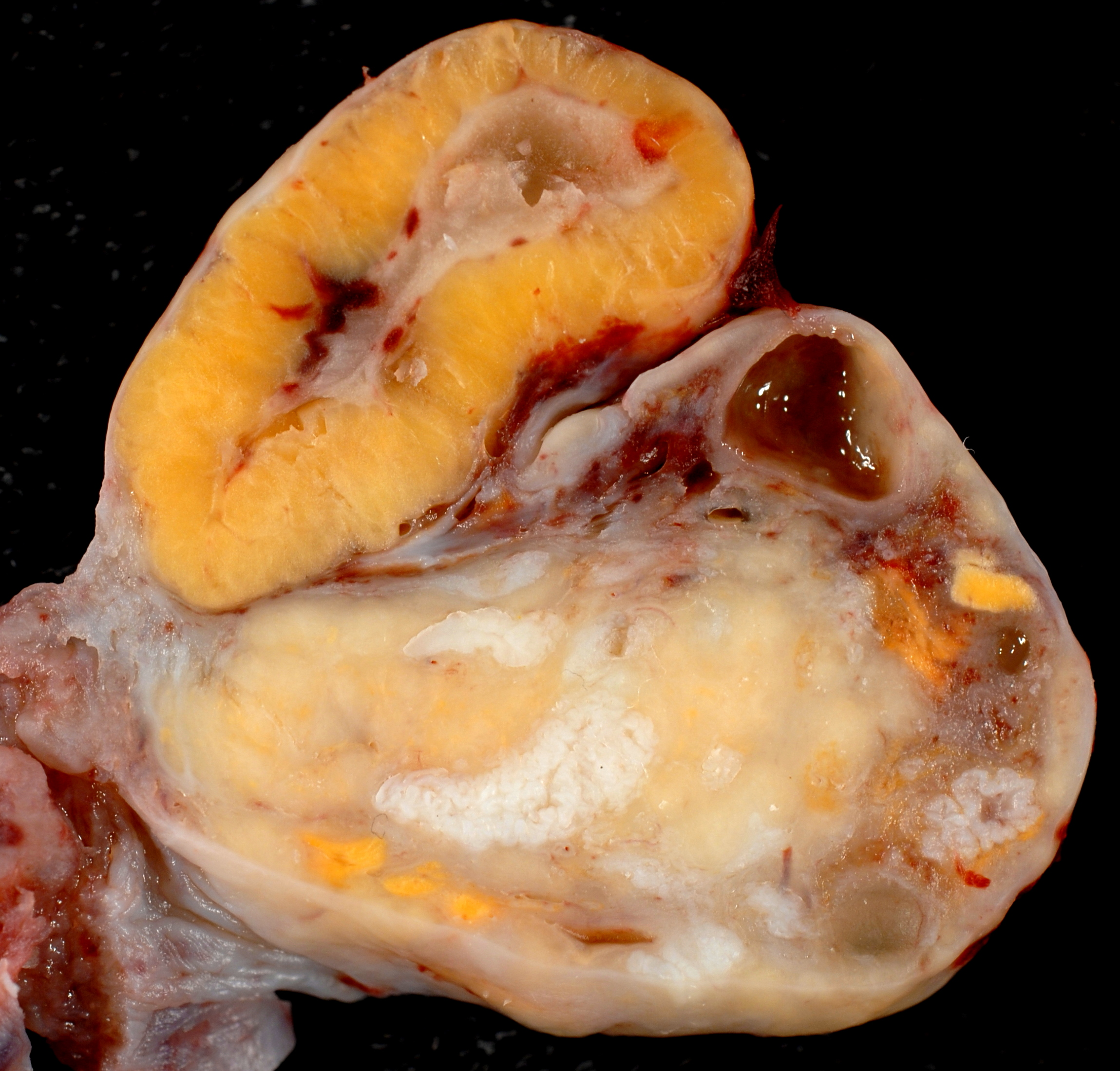
Яєчник жінки із повною мірою розвиненим жовтим тілом

Під впливом прогестерону ендометрій, слизова оболонка матки, готується до можливої вагітності й імплантації заплідненої яйцеклітини. Якщо запліднення не відбулося, через кілька днів залоза починає зменшуватися в розмірах, перероджується в рубцеву тканину і виробляє все меншу кількість прогестерону, що в підсумку веде до початку менструації. Ділянка рубцевих перероджень тканини називається «білуватим тілом» (corpus albicans), яке згодом зникає. Велика кількість білуватих тіл надає яєчнику характерну рубцеву структуру поверхні.
Якщо запліднення відбулося, під впливом гормону хоріонічний гонадотропін жовте тіло (тепер воно називається corpus luteum graviditatis) залишається активним протягом 10-12 тижнів, виробляючи необхідний для розвитку і збереження вагітності прогестерон, який стимулює зростання ендометрію і запобігає виходу нових яйцеклітин і менструації. Жовте тіло зберігається до тих пір, поки плацента не буде в змозі самостійно виробляти естроген і прогестерон, приблизно до 4 місяця вагітності.

## Порушення та захворювання
Частою причиною нездатності завагітніти, а також невиношування вагітності є недостатність фази жовтого тіла, коли жовте тіло виробляє прогестерон в недостатній кількості. Також зустрічається кіста жовтого тіла, що діагностується за допомогою УЗД. Зазвичай вона зазнає зворотнього розвитку, у вагітних жінок самостійно зникає до 12-16 тижня вагітності, тому здебільшого не потребує лікування.